# Einband-Weltmeisterschaft 1984

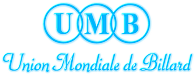
Logo UMB (ausrichtender Verband)

Veranstaltungsort: Kopenhagen

Die Einband-Weltmeisterschaft 1984 war das 13. Turnier in dieser Disziplin des Karambolagebillards und fand vom 10. bis zum 13. Mai 1984 in Kopenhagen statt. Es war die erste Einband-Weltmeisterschaft in Dänemark.

## Geschichte
Bei seiner letzten Einband-Weltmeisterschaft sicherte sich der Belgier Raymond Ceulemans ungeschlagen seinen sechsten Titel. Der Niederländer Christ van der Smissen gewann bei seiner sechsten Teilnahme die vierte Silbermedaille. Van der Smissen startete mit acht Siegen in das Turnier und hatte gegen Ceulemans ein echtes Endspiel. Hier war er aber chancenlos. Ceulemans gewann klar mit 200:83 in 18 Aufnahmen. Thomas Wildförster, der für den Argentinier Osvaldo Berardi nachnominiert wurde, belegte einen hervorragenden dritten Platz. Wildförster gewann seine ersten sechs Partien und musste sich dann Ludo Dielis, van der Smissen und Ceulemans geschlagen geben.  

## Modus
Gespielt wurde in einer Finalrunde „Jeder gegen Jeden“ bis 200 Punkte.

## Abschlusstabelle

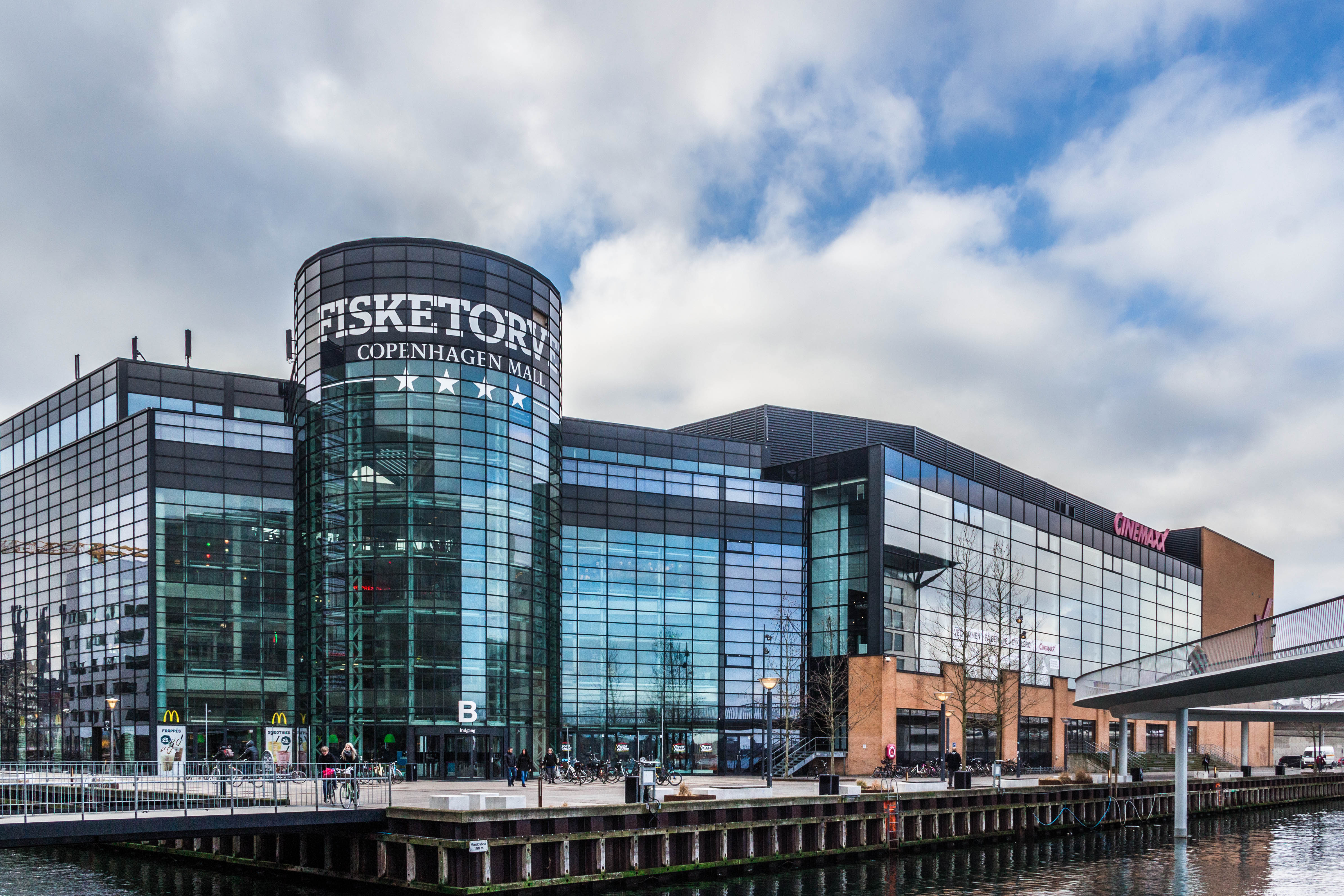
Fisketorvet (ehemals Hundige StorCenter)

| MP    | Match Points (Sieger = 2; Unentschieden = 1; Verlierer = 0) |
| Pkte. | Erzielte Karambolagen                                       |
| Aufn. | Benötigte Versuche                                          |
| GD    | Generaldurchschnitt                                         |
| BED   | Bester Einzeldurchschnitt eines Spielers                    |
| HS    | Höchstserie                                                 |
|       | Bester GD des Turniers                                      |
|       | Bester ED des Turniers                                      |
|       | Beste HS des Turniers                                       |
|       | 1. Platz (Gold)                                             |
|       | 2. Platz (Silber)                                           |
|       | 3. Platz (Bronze)                                           |

| Platz                     | Name                   | MP   | Pkte | Aufn. | GD    | BED   | HS  |
| ------------------------- | ---------------------- | ---- | ---- | ----- | ----- | ----- | --- |
| 1                         | Raymond Ceulemans      | 18:0 | 1800 | 123   | 14,63 | 22,22 | 88  |
| 2                         | Christ van der Smissen | 16:2 | 1683 | 174   | 9,67  | 15,38 | 74  |
| 3                         | Thomas Wildförster     | 12:6 | 1588 | 193   | 8,22  | 22,22 | 98  |
| 4                         | Ludo Dielis            | 10:8 | 1551 | 145   | 10,69 | 28,57 | 90  |
| 5                         | Nobuaki Kobayashi      | 10:8 | 1462 | 163   | 8,96  | 16,66 | 55  |
| 6                         | Fonsy Grethen          | 8:10 | 1491 | 146   | 10,21 | 18,18 | 110 |
| 7                         | Marco Zanetti          | 8:10 | 1585 | 182   | 8,70  | 16,66 | 96  |
| 8                         | Egidio Vierat          | 4:14 | 1405 | 226   | 6,21  | 6,25  | 39  |
| 9                         | Karsten Lieberkind     | 4:14 | 1065 | 197   | 5,40  | 10,52 | 73  |
| 10                        | Kurt Thøgersen         | 0:18 | 1144 | 223   | 5,13  | –     | 32  |
| Turnierdurchschnitt: 8,33 |                        |      |      |       |       |       |     |